# Jamsil Arena
La Arena Jamsil  (en coreano: 잠실체육관) también conocido como estadio cubierto Jamsil, es un recinto cubierto, ubicado en Seúl, la capital de Corea del Sur. La capacidad del espacio es de 13 409 espectadores y fue construido a partir de diciembre 1976 y hasta abril de 1979. Fue sede de los eventos de baloncesto y la final de voleibol de los Juegos Olímpicos de 1988. También se ha utilizado para organizar diversos eventos de entretenimiento, incluyendo la World Wrestling Entertainment (WWE) y conciertos, de diversos grupos locales y extranjeros.

## Conciertos
- Junsu: XIA 1st World Tour Concert - 19 de mayo de 2012
- 2PM - 2PM Live Tour in Seoul - "What Time Is It" - The Grand Finale - 21 y 22 de junio de 2013
- Wonder Girls - Like This World Tour - 7 de julio de 2012
- Super Junior - Super Show 6 - 19, 20 y 21 de septiembre de 2014[2]
- Seventeen - 2016 ‘LIKE SEVENTEEN – Shining Diamond’ concert – 30 y 31 de julio de 2016
- GOT7: 3rd Anniversary Fanmeeting - 5 de febrero de 2017[3]
- Super Junior - Super Show 7 Tour - 15, 16 y 17 de diciembre de 2017
- SEVENTEEN - CARATLAND - 02 y 3 de febrero de 2
- Jin - Festa

## Véase tam de 2024bién
- Estadio cubierto
- Instalación deportiva
- Baloncesto